# Rino Gaetano
Rino Gaetano (Crotone, 29. listopada 1950. – Rim, 2. lipnja 1981.), talijanski pjevač i kantautor. 

## Životopis
Rođen je u južnotalijanskoj regiji Kalabrija, u gradu Crotone, odakle s roditeljima u svojoj devetoj godini odlazi u Rim gdje provodi ostatak svog života, sve do tragične smrti u prometnoj nesreći 2. lipnja 1981., na ulicama Rima.
Talent u njemu otkrio je Vincenzo Micocci, a svoj prvi singl objavljuje 1973. "I Love You Marianna", a prvi album Ingresso libero, 1974. Proslavila ga je pjesma "Gianna", s kojom 1978. zauzima 3. mjesto na festivalu u San Remu.

## Diskografija
- 1980. - Ed io ci sto
- 1979. - Resta vile maschio, dove vai?
- 1978. - Nuntereggae più
- 1977. - Aida
- 1976. - Mio fratello è figlio unico
- 1974. - Ingresso libero

## Vanjske poveznice
- Rino Gaetano, Fiabe amare di un cantastorie
- Biography